# Barbeta
Zasugerowano, aby wydzielić z tego artykułu informacje nt. fortyfikacji do artykułu barbeta (fortyfikacje).

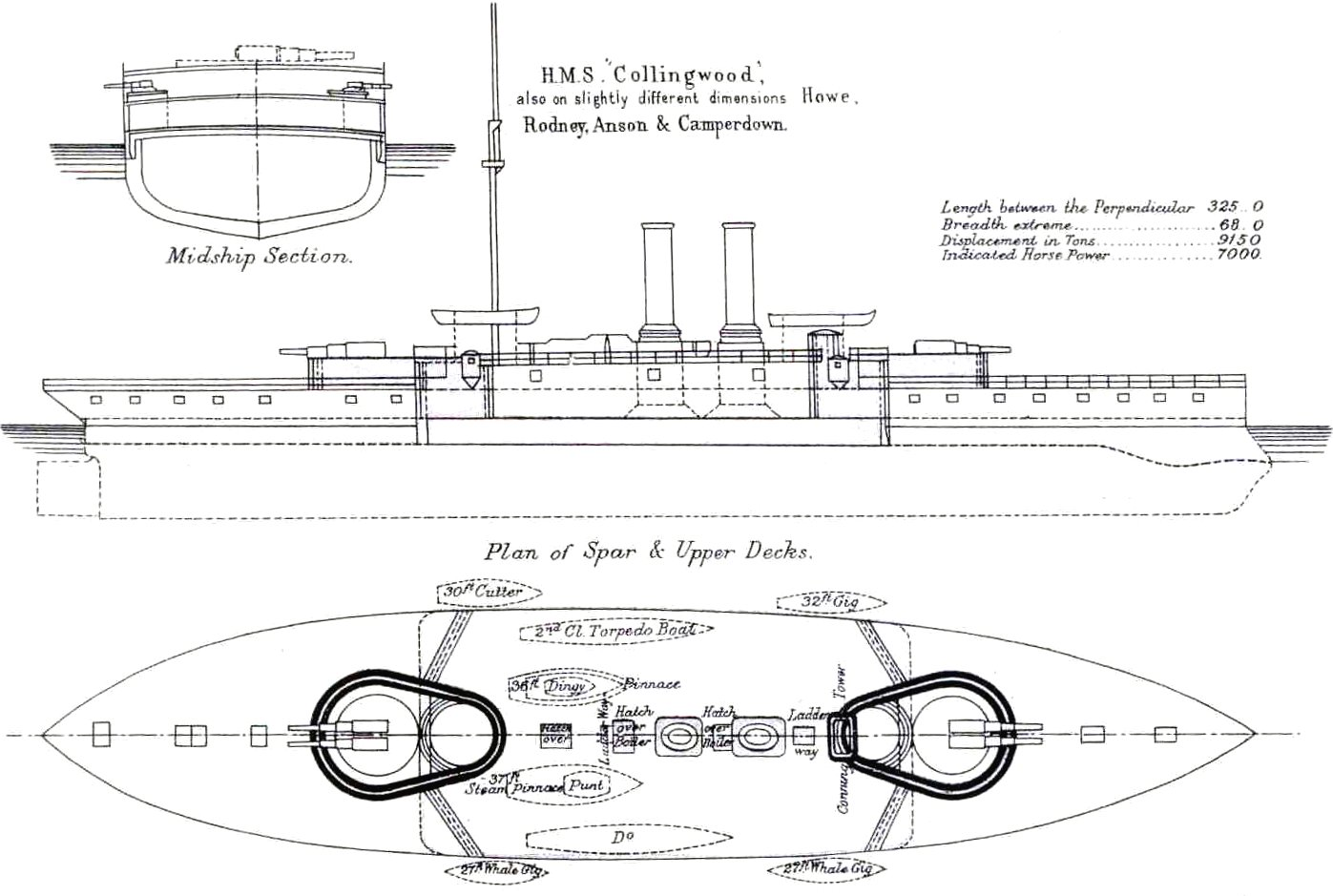
Schemat pancernika HMS "Collingwood" z uzbrojeniem głównym umieszczonym w barbetach

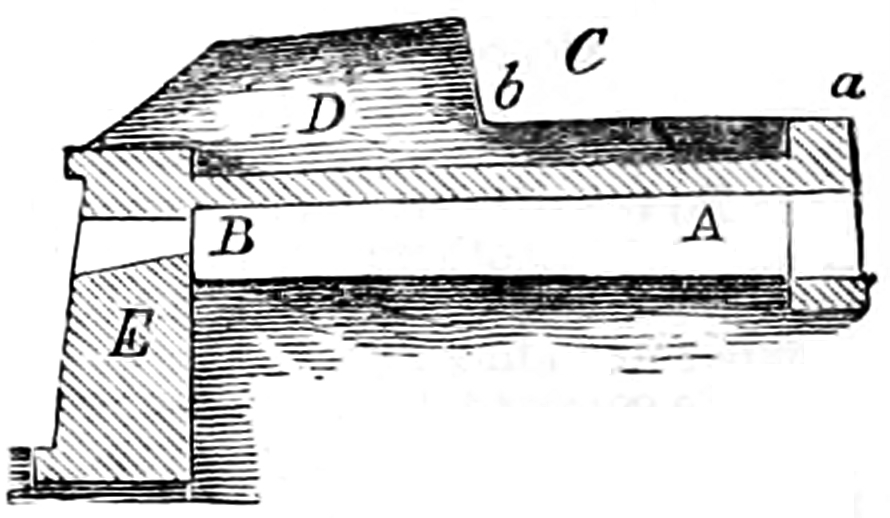
Przekrój poprzeczny XIX-wiecznej fortyfikacji, miejsce na działo (C), barbeta (b) i wał (D)

Barbeta – nieruchoma, opancerzona, niska, cylindryczna osłona na okrętach, stanowiąca podstawę wieży artyleryjskiej, która obracała się na łożysku na barbecie. Barbeta chroniła mechanizmy i elementy mocowania  dział, zwłaszcza przy większych kątach podniesienia lufy, gdy tylna część działa przemieszczała się w dół wewnątrz barbety. Chroniła również mechanizmy zasilania w amunicję oraz obsługę dział. Barbety stosowano przy działach większych kalibrów (z reguły od 150 mm), przede wszystkim na dużych pancernych okrętach artyleryjskich – pancernikach i krążownikach. 
Sama koncepcja barbety została zaadaptowana do konstrukcji okrętów z fortyfikacji w latach 70. XIX wieku, najpierw na okrętach francuskich. Początkowo była to cylindryczna lub gruszkowatego kształtu osłona, nad którą wystawały nieosłonięte lufy dział i nie chroniła obsługi od góry przed odłamkami. W latach 80. XIX wieku przykryto barbety wieżami. W związku z zanikiem klas okrętów artyleryjskich, opancerzone barbety w konstrukcji okrętów również zanikły. Obecnie barbetą nazywa się nieopancerzoną osłonę podstawy wieży artyleryjskiej na okrętach.

## Barbeta w fortyfikacji
W dawnych fortyfikacjach barbeta stanowiła miejsce do ustawienia dział, osłonięte wałem, pozwalającym na strzelanie nad nim. Stanowiska takie wyszły z użycia po wojnie rosyjsko-japońskiej 1904-1905.
W fortyfikacjach począwszy od XIX wieku do pierwszej połowy XX wieku, barbeta była rodzajem pancerza fortyfikacyjnego w postaci cylindrycznej osłony, chroniącej mechanizmy i obsługę dział, nad którą wystawały nieosłonięte lufy dział, strzelające ponad osłoną. Stosowane były m.in. w fortyfikacjach nadbrzeżnych.